# Harald Aars

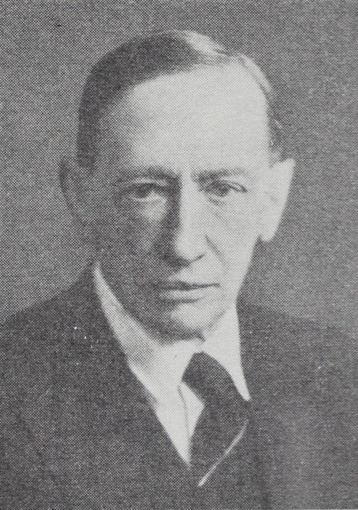
Harald Aars.

Harald Aars, född den 31 maj 1875 i Kristiania (nuvarande Oslo), död där den 4 juni 1945, var en norsk arkitekt. Han var son till Jacob Jonathan Aars och bror till Kristian Birch-Reichenwald Aars.

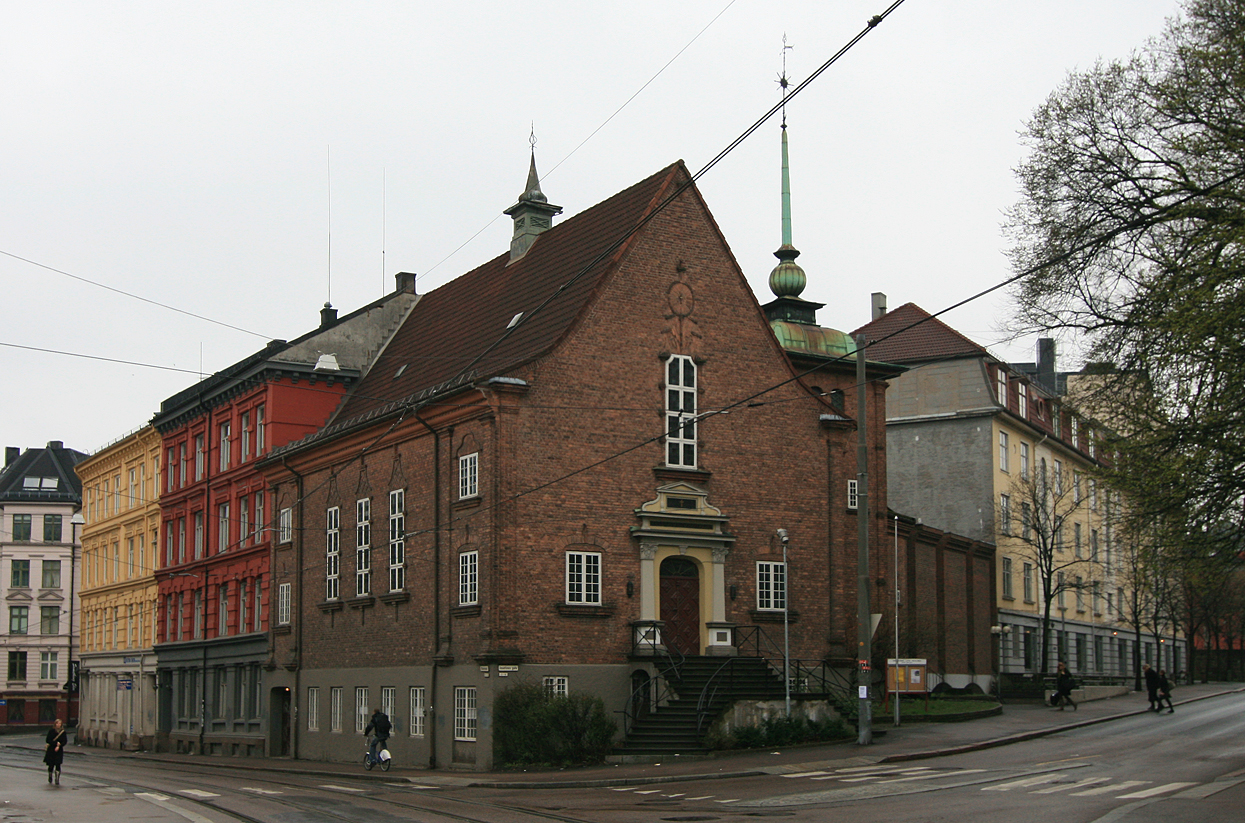
Vestre frikirke, Oslo, arkitekter Harald Aars och Lorentz Ree.

Aars utbildade sig i Norge och Storbritannien. Han hade eget arkitektkontor 1904–1920 samt blev 1920 stadsarkitekt i Oslo, där han bland annat ritat Pipervikskirken (Piperviken småkirke 1910, riven 1959), Lovisenberg kirke (1912) och Bislet bad (1918).